# Bastardo (Giano dell'Umbria)
Bastardo è una frazione del comune di Giano dell'Umbria (PG).
La frazione (290 m s.l.m.) si è sviluppata soprattutto nel dopoguerra e rappresenta la zona più abitata ed industrializzata dell'intero territorio comunale (secondo i dati Istat, censimento 2020, conta 2983 residenti).

## Etimologia
Il nome originale è Osteria del Bastardo e fu un'antica stazione di posta lungo la via Flaminia. Negli anni '20 è stato abbreviato nella forma odierna. Già nel 1933, comunque, si cominciò a sentire l'esigenza di modificare il nome del paese: tra quelli proposti, anche in anni successivi, Villa Romana, Termoelettropoli o Lignilia. Nessuno di questi tentativi è andato a buon fine.

## Economia e manifestazioni
Il territorio è ricco di appezzamenti di olivi, per la produzione di un pregiato olio. Vi si trovano anche alcune aziende per la produzione dell'olio d'oliva, come ad esempio la Farchioni.
La zona è nota anche per la presenza della centrale termoelettrica "Pietro Vannucci", di proprietà del gruppo Enel, nel territorio prospiciente Gualdo Cattaneo. Essa è costituita da due sezioni a vapore da 75 MW, alimentate da carbone e olio combustibile ed entrate in servizio nel 1967. L'impianto è stato dismesso dal 1 gennaio 2019 nell'ambito delle politiche paneuropee di abbandono degli impianti più inquinanti in termini di emissioni di gas serra. Il raffreddamento dell'impianto avveniva con torri, che però non usavano acqua proveniente da sorgenti fredde.

## Monumenti e luoghi d'interesse
- Ponte romano sull'antica Via Flaminia

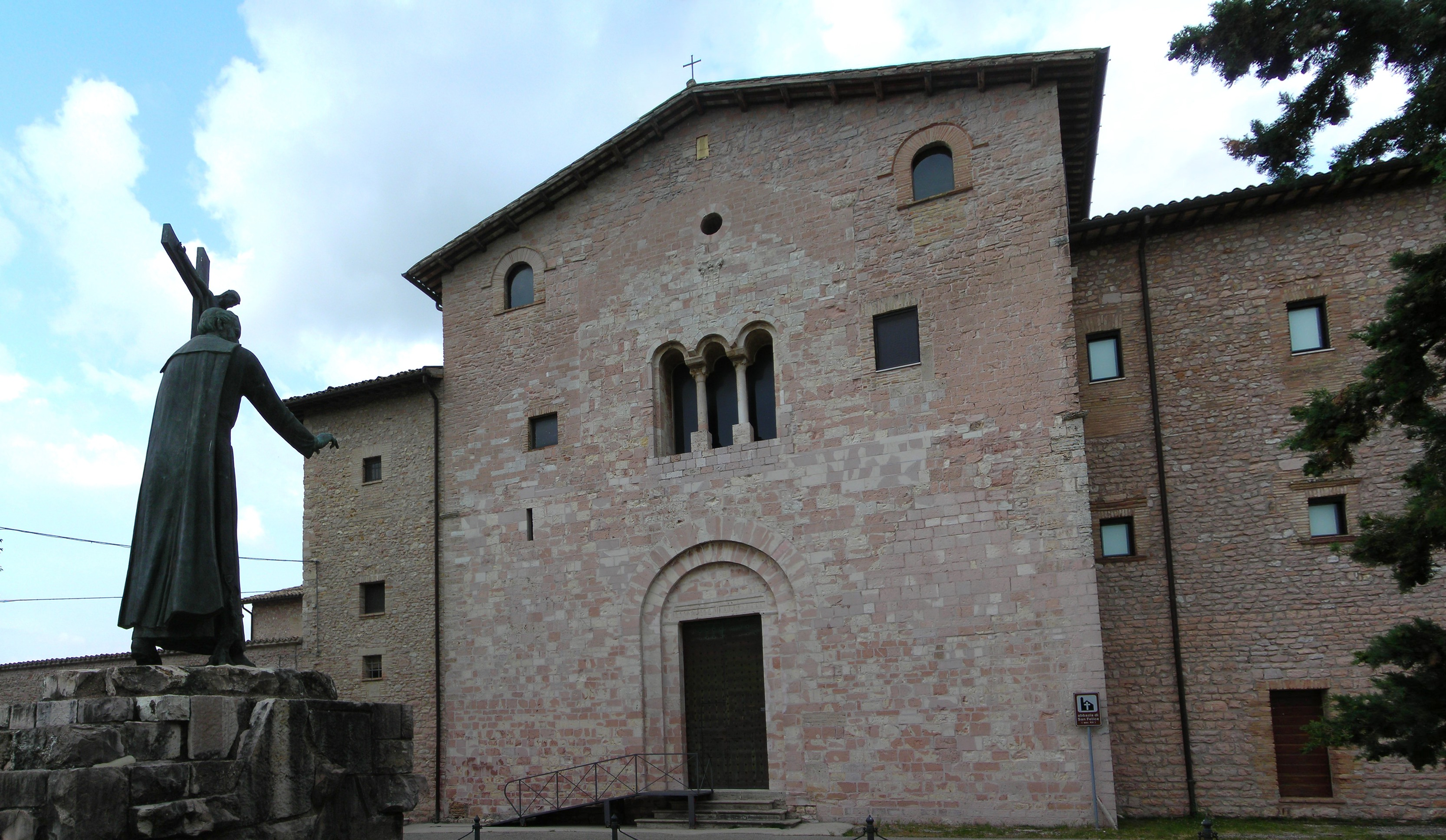
Facciata della chiesa dell'abbazia di San Felice, lungo la strada per Giano dell'Umbria.

- Abbazia di San Felice di Giano, in stile romanico, attualmente casa madre della congregazione dei Missionari del Preziosissimo Sangue.

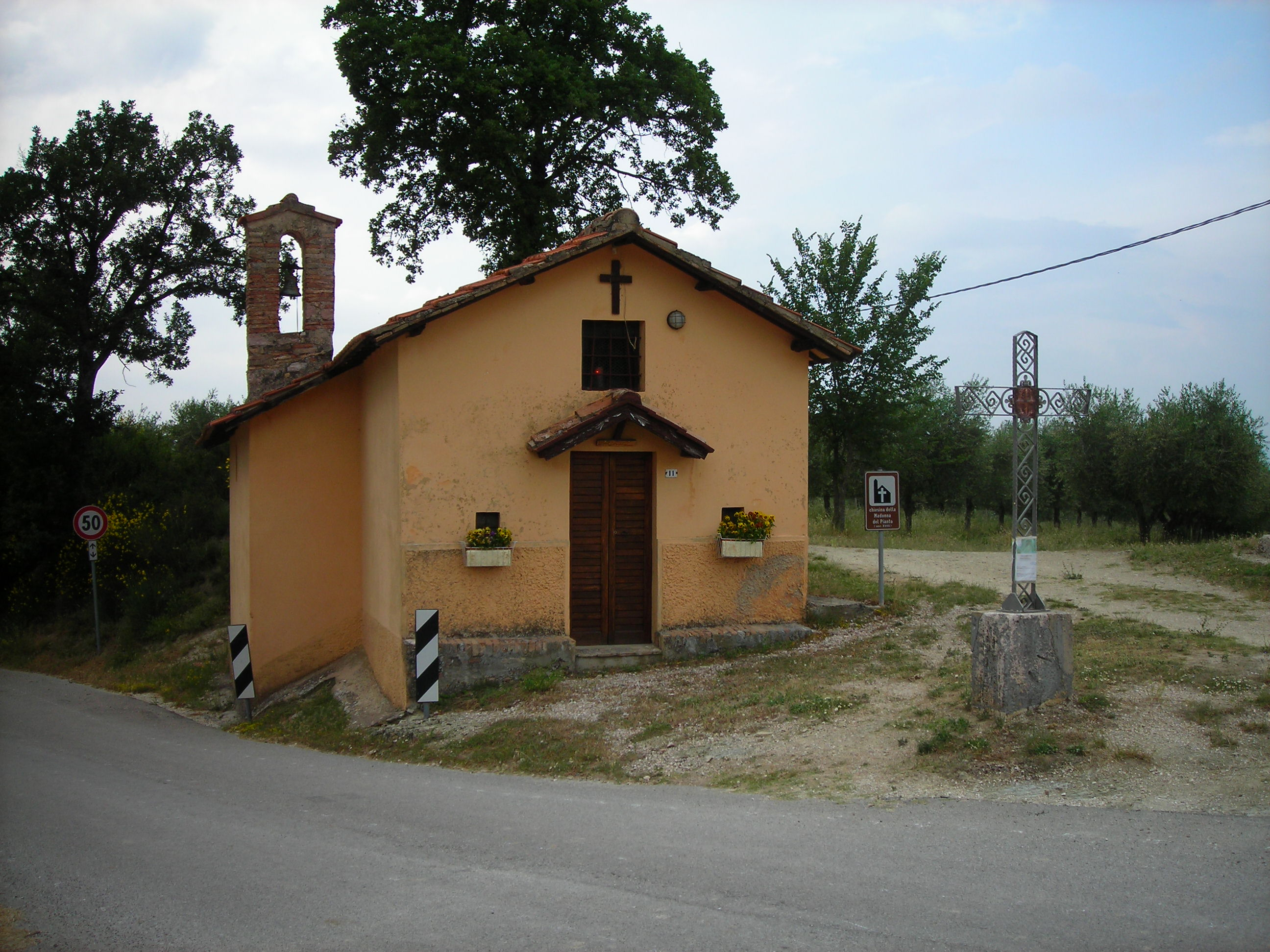
Chiesa della Madonna del Pianto.

- Chiesina della Madonna del Pianto, curata dai missionari della vicina Abbazia di San Felice, ospita una festa la terza domenica di giugno di ogni anno.
- Reperti archeologici di un'antica villa romana, rinvenuti in località Toccioli[2][3].

## Sport

### Associazioni sportive
- Vigor Nuova Gualdo Bastardo (calcio)
- A.S.D. Atletico B.M.G. (calcio)
- A. S. Dil. ALBATROS (ginnastica)
- A. P. Dil. Yamashita Judo Club[4] (Jūdō)
- S.S.D. Bastardo calcio a 5 (calcio a 5)

### Impianti sportivi
- campi da calcio
- campi da tennis
- palestra per pallavolo, basket e judo.